# Wyznacznik Slatera
Wyznacznik Slatera – funkcja falowa opisująca w przybliżeniu stan układu N fermionów.
Niech {\displaystyle \psi _{i}(\alpha _{j})} będzie {\displaystyle i}-tą funkcją falową opisującą {\displaystyle j}-tą cząstkę. Wtedy funkcja falowa układu ma postać:
{\displaystyle \psi (\alpha _{1},\alpha _{2},\dots ,\alpha _{N})={\frac {1}{\sqrt {N!}}}\left|{\begin{matrix}\psi _{1}(\alpha _{1})&&\psi _{1}(\alpha _{2})&&\ldots &&\psi _{1}(\alpha _{N})\\\psi _{2}(\alpha _{1})&&\psi _{2}(\alpha _{2})&&\ldots &&\psi _{2}(\alpha _{N})\\\vdots &&\vdots &&\ddots &&\vdots \\\psi _{N}(\alpha _{1})&&\psi _{N}(\alpha _{2})&&\ldots &&\psi _{N}(\alpha _{N})\end{matrix}}\right|}
Powyższy zapis nazywamy właśnie wyznacznikiem Slatera.

## Wyprowadzenie
Najprostsza funkcja falowa dla dwóch cząstek to iloczyn funkcji jednocząstkowych:
{\displaystyle \psi (\alpha _{1},\alpha _{2})=\psi _{1}(\alpha _{1})\psi _{2}(\alpha _{2}).}
Jednak taka funkcja nie jest prawidłową funkcją falową dla fermionów, bo nie jest antysymetryczna, tzn. nie spełnia
{\displaystyle \psi (\alpha _{1},\alpha _{2})=-\psi (\alpha _{2},\alpha _{1}).}
To oznacza, że funkcja w postaci iloczynowej nie jest zgodna z regułą Pauliego. Prawidłowa funkcja dwucząstkowa ma postać:
{\displaystyle \psi (\alpha _{1},\alpha _{2})={\frac {1}{\sqrt {2}}}\{\psi _{1}(\alpha _{1})\psi _{2}(\alpha _{2})-\psi _{2}(\alpha _{1})\psi _{1}(\alpha _{2})\}.}
Ta funkcja jest antysymetryczna, a kiedy obie funkcje jednocząstkowe są takie same, jest równa zero. Oznacza to, że jest zgodna z regułą Pauliego.

## Uogólnienie
Uogólniając to rozumowanie dla dowolnej liczby fermionów, otrzymujemy funkcję, którą da się zapisać w postaci wyznacznika. Widać, że ma ona wymagane własności: jest całkowicie antysymetryczna i znika, gdy dwie funkcje falowe są takie same (bo wtedy otrzymujemy dwie takie same kolumny w wyznaczniku co oznacza, że automatycznie przyjmuje on zerową wartość). Dzięki temu, że na tej drodze eliminowane są wszystkie funkcje symetryczne względem permutacji pary elektronów reguła Pauliego nie jest łamana.
W ogólności wyznacznik Slatera jest definiowany jako antysymetryczny tensor wyznaczany przy pomocy rozwinięcia Laplace’a
Nazwa tej funkcji pochodzi od nazwiska amerykańskiego fizyka Johna C. Slatera (1900–1976).
Pojedynczą funkcję falową w postaci wyznacznika Slatera stosuje się w metodzie obliczeniowej Hartree-Focka. W bardziej zaawansowanych metodach obliczeniowych konieczne jest wykorzystanie kombinacji liniowej wyznaczników Slatera.